# 나르카오
나르카오(Narcao, 사르데냐어: Narcau 또는 Nuracau)는 사르데냐 이탈리아 지역의 수드사르데냐도에 있는 코무네(지자체)로, 칼리아리에서 서쪽으로 약 40 킬로미터 (25 mi), 카르보니아에서 동쪽으로 약 15 킬로미터 (9 mi) 떨어져 있다.
나르카오는 다음 지자체와 접한다: 카르보니아, 이글레시아스, 눅시스, 페르닥시우스, 실리쿠아, 빌라마사르지아, 빌라페루치오.
타라세오 프라치오네에는 여신 데메테르에게 봉헌된 카르타고인고대 로마 신전 유적이 있다.

## 자매 도시
- 보베뇨, 이탈리아
- 레뤼데비뉴, 프랑스